# Renata Pisu
Renata Pisu (Roma, 4 settembre 1935) è una giornalista, scrittrice e traduttrice italiana.
Ha anche usato lo pseudonimo Cristina Leed.

## Biografia
Nel 1957, a ventidue anni, andò a vivere a Pechino, frequentandovi l'Università Beida insieme a Edoarda Masi e Filippo Coccia; rimase in Cina fino al 1964, due anni prima degli inizi della Grande rivoluzione culturale. Tornata quindi in Italia mosse i primi passi nel giornalismo, scrivendo per il settimanale ABC, per poi diventare corrispondente da Tokyo del quotidiano La Stampa nel 1982. Nel 1987 lasciò quest'incarico, e nel 1990 iniziò a collaborare con La Repubblica in qualità di inviata: seguì numerosi conflitti nel mondo. Parallelamente lavorò come traduttrice dalla lingua cinese, occupandosi tra l'altro degli scritti di Mao. 
Nel 2000 ricevette il Premio Max David per il suo lavoro di giornalista, e il Premio Rapallo Carige per la donna scrittrice per il suo libro La via della Cina; nel 2001 vinse il Premio Nazionale Alghero Donna di Letteratura e Giornalismo per la sezione "Premio Speciale della Giuria" sia per la sua attività di giornalista che per quella di scrittrice; nel 2007 le venne assegnato il Premio Grinzane Cavour per la traduzione; nel 2008 la sua opera Mille anni a Pechino vinse il Premio Sandro Onofri e nel 2010 fu premiata a San Ginesio come Fornarina 2010, riconoscimento donato dalla Confraternita del Sacro Cuore di Gesù alle donne che si distinguono nella società per le loro attività.

## Opere

### Saggi e reportage
- Storia dell'amore in Cina, Milano, SEA, 1966
- Cina: dall'oppio al pensiero di Mao, Milano, SEA, 1967
- Maschio è brutto, Milano, Bompiani, 1976
- Qui Pechino, Touring Club Italiano, 1976
- Le cause della rivoluzione cinese, Milano, ISEDI, 1977
- Futuro prossimo? Ipotesi, giudizi, discussioni sull'eurocomunismo, Cappelli, 1978 (con Augusto Del Noce, Claudio Fracassi e Leo J. Wollemborg)
- L'opera di Pechino, Milano, Mondadori, 1982 (con Haruo Tomiyama)
- I Soldati dell'imperatore Qin Shi Huang: la più grande scoperta archeologica del nostro secolo, 1985
- Cina, tra uomini e mostri nell'anno del serpente, Milano, Rizzoli, 1990
- Pu Sung Ling e il suo tempo, Bolis, 1996
- La via della Cina, Milano, Sperling & Kupfer, 1999
- Alla radice del sole, Milano, Sperling & Kupfer, 2000
- I volti negati: reportage dal Bangladesh, Motta, 2000 (con Ugo Panella)
- Oriente Express. Storia dall'Asia, Milano, Sperling & Kupfer, 2002
- Cina. Il drago rampante, Milano, Sperling & Kupfer, 2007
- Mille anni a Pechino. Storia e storie di una capitale, Milano, Sperling & Kupfer, 2008
- Né Dio né legge. La Cina e il caos armonioso, Roma-Bari, Laterza, 2013

### Curatele
- Poesia cinese moderna, Roma, Editori riuniti, 1962
- Pa Chin, Famiglia, Milano, Bompiani, 1980

### Traduzioni
- Edgar Snow, Stella rossa sulla Cina, Torino, Einaudi, 1965
- Jerome Chen, Mao Tse-tung e la rivoluzione cinese, Firenze, Sansoni, 1966
- Étienne Balazs, La burocrazia celeste: ricerche sull'economia e la società della Cina del passato, Milano, Il saggiatore, 1971
- Mao Tse-tung, Uno studio sull'educazione fisica; Tutte le poesie, Firenze, Sansoni, 1971
- Jean Deleyne, L'economia cinese, Milano, Il saggiatore, 1972
- I cinesi, Milano, Rizzoli, 1977
- Lao She, Sacrificarsi, Milano, Bompiani, 1977 (anche curatela)
- Hsia Chi-yen, Un inverno freddissimo a Pechino, Milano, Bompiani, 1978
- Mao Tse-tung, Trentasei poemi e trentasei fiori di carta, Milano, Ricci, 1978
- Pa Chin, Gelide notti, Bompiani, Milano 1980
- Taishan: il monte sacro della Cina, Milano, Mondadori, 1982